# Атіла жовточеревий
Аті́ла жовточеревий (Attila citriniventris) — вид горобцеподібних птахів родини тиранових (Tyrannidae). Мешкає в Південній Америці.

## Поширення і екологія
Жовточереві атіли мешкають на сході Колумбії (схід Какети, Ваупесу, Ґуайнії, Амасонасу), на півдні Венесуели (центр і південь Амасонасу), на сході Еквадору, на північному сході Перу (Лорето і Укаялі), на північному заході бразильської Амазонії (на схід до річок Ріу-Неґру і Мадейри) та на крайньому північному сході Болівії. Вони живуть в кронах вологих рівнинних тропічних лісів. Зустрічаються на висоті до 500 м над рівнем моря.